# 阴唇

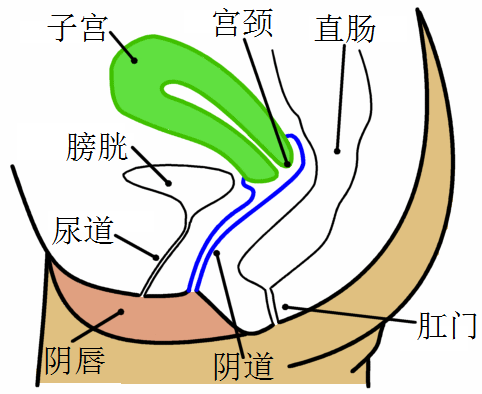
阴唇所在位置示意图

阴唇是女性外生殖器组成部分。人类的阴唇分为大阴唇与小阴唇。大阴唇位于女阴左右两侧，小阴唇则位在大阴唇之内，为皮肤的褶皱。阴唇的主要作用是保护阴蒂以及尿道口与阴道口。

## 词源
阴唇在英文中称作“labia”，来源于拉丁文单词“labium”的复数形式“labia”，意为嘴唇。

## 结构

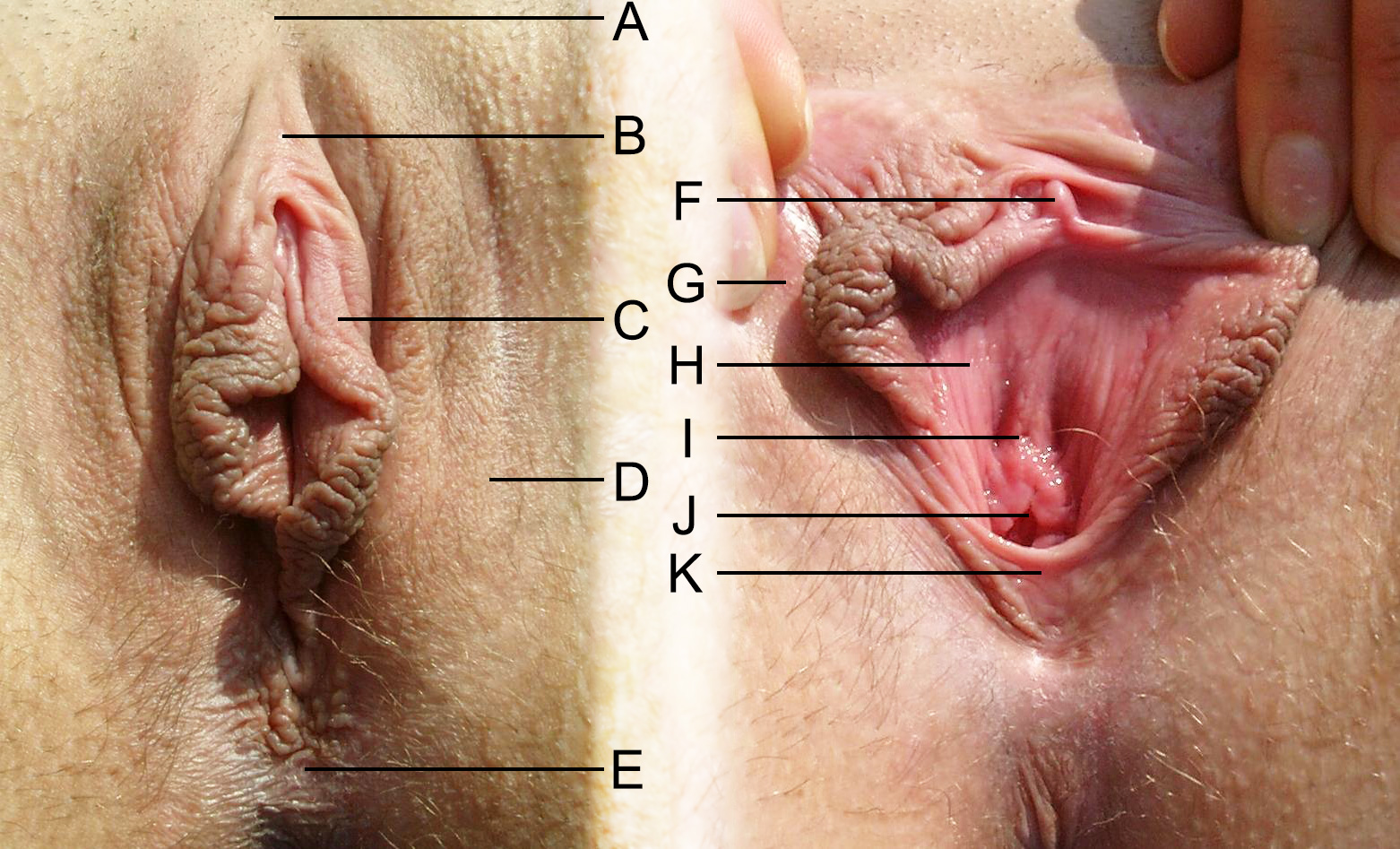
左：阴唇保护外阴内部
右：阴唇分开后暴露出外阴内部
A) 唇前连合
B) 阴蒂包皮
C) 小阴唇
D) 大阴唇
E) 唇后连合
F) 阴蒂头
G) 大阴唇内表面
H) 阴道前庭
I) 尿道
J) 阴道口
K) 阴唇系带

大阴唇，是主要由皮肤和脂肪組織组成的两个纵行隆起的皮肤皱襞，从阴阜向后伸展到会阴，形成女阴裂的外侧缘。大阴唇通常具有丰满的外观，并且前部较后部厚。左右大阴唇前端的联合称为唇前联合（anterior labial commissure），位于阴阜下方、阴蒂上方；左右大阴唇后端的联合则称为唇后连合（posterior labial commissure），位于會陰上方、小阴唇系带下方。大阴唇和小阴唇之间的凹槽称为唇间沟（interlabial sulci）。
小阴唇，是位于大阴唇内侧的两个无脂无毛的片状皮肤皱襞，起包围并保护阴道前庭、尿道和阴道的作用。每个小阴唇的上部分裂以与阴蒂头和陰蒂包皮连接。连接两侧小阴唇后端的组织称为阴唇系带（frenulum of pudendal labia），位于阴道口下方。

当两腿并在一起时，大阴唇通常能够完全或部分覆盖住女阴湿润敏感的内表面，对阴道和尿道起到间接的保护作用。大阴唇外表面皮肤色素沉着，青春期会长出阴毛。大阴唇内表面皮肤光滑无毛，只有当大小阴唇被拉开时才能看到。大阴唇内外表面均含有皮脂腺、大汗腺和外泌汗腺。大阴唇表面神经末梢较外阴其它部位少，但皮肤高度血管化。小阴唇内表面皮肤薄而湿润，含有许多皮脂腺，偶见外泌汗腺。小阴唇有很多感觉神经末梢，勃起组织核心即位于此。

### 多样性
小阴唇的颜色、大小、长度和形状可能因人而异。某些女性的小阴唇几乎不存在，而也有人的小阴唇非常明显。小阴唇颜色从浅粉色到棕黑色不一，既可能光滑也可能非常粗糙。

### 胚胎发育和同源性

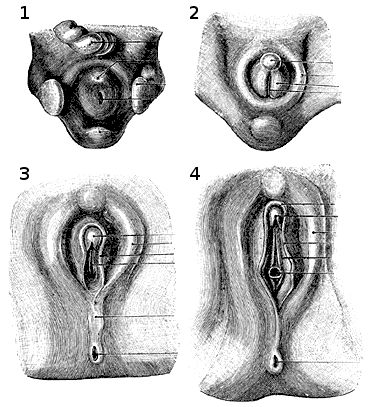
女性生殖器发育各阶段

卵子受精形成受精卵时，生物体的性别即已确定。精子中包含的性染色体类型决定了胎儿的性别，若为Y染色體则为雄性，若为X染色體则为雌性。
妊娠约4至6周后，生殖器开始发育。最初阶段，无论胎儿性别如何，外生殖器都会以相同的方式发育，胚胎会发展出三种不同的外生殖器结构：生殖结节；两个尿生殖褶，分别位于结节两侧；以及两个阴唇阴囊隆起，每个隆起都有一个尿生殖褶。
妊娠约5周时，内部性器官开始性別分化，形成女性卵巢（或男性睾丸。如果形成睾丸，会在妊娠第8周或第9周开始分泌影响外生殖器发育的雄激素）。尿生殖褶会形成女性的小阴唇（或男性阴茎体）。阴唇阴囊隆起会形成女性的大阴唇（或融合成为男性阴囊）。由于雄性和雌性此部分源自相同的组织，因此它们同源（即相同结构的不同形式）。妊娠12周左右，性别分化完成。

### 变化

女性坦納分期图解。坦納分期是用以测量青少年儿童和成年人身体发育的标准。图右侧给出阴毛的生长

生殖器组织很大程度上受激素水平影响，因此在生命的不同阶段，阴唇的大小、外观与弹性等都会有所变化。出生时，小阴唇发育良好，大阴唇由于暴露于子宫内的母体激素而显得丰满。此时大阴唇与周围皮肤颜色相同。3个月至2岁时可能会发生阴唇黏合，使外阴看上去很平滑。阴唇黏合通常不需治疗便会自动消失，若需治疗可采用雌激素乳膏、局部麻醉手动分离或镇静下手术分离。
童年早期，由于身体脂肪含量下降，以及母体激素作用减弱，大阴唇显得平坦而光滑，小阴唇则越来越不显眼。
青春期，由于激素水平升高，阴唇外观通常会有明显变化。小阴唇变得更具弹性、更显眼、更褶皱。大阴唇脂肪含量上升，靠近女阴裂处开始长出阴毛。阴毛最初稀疏且直，但随着阴毛生长范围逐渐向外扩展，阴毛会变得更黑、更密集、更卷曲。青春期结束时，阴毛会变得粗糙且有相当厚度。覆盖生殖器的阴毛最终会形成三角形。
成年时，大阴唇外表面颜色可能会比周遭皮肤更暗，并可能有与男性阴囊相似的褶皱。生育期，如果女性产子，阴唇系带会变平。怀孕可能会导致小阴唇颜色变暗。
再往后，大阴唇脂肪含量下降，变得更平坦、更褶皱，且阴毛会变灰。更年期后，激素水平下降，阴唇进一步发生变化。小阴唇萎缩，弹性降低，大阴唇上的阴毛变稀疏。

## 性刺激

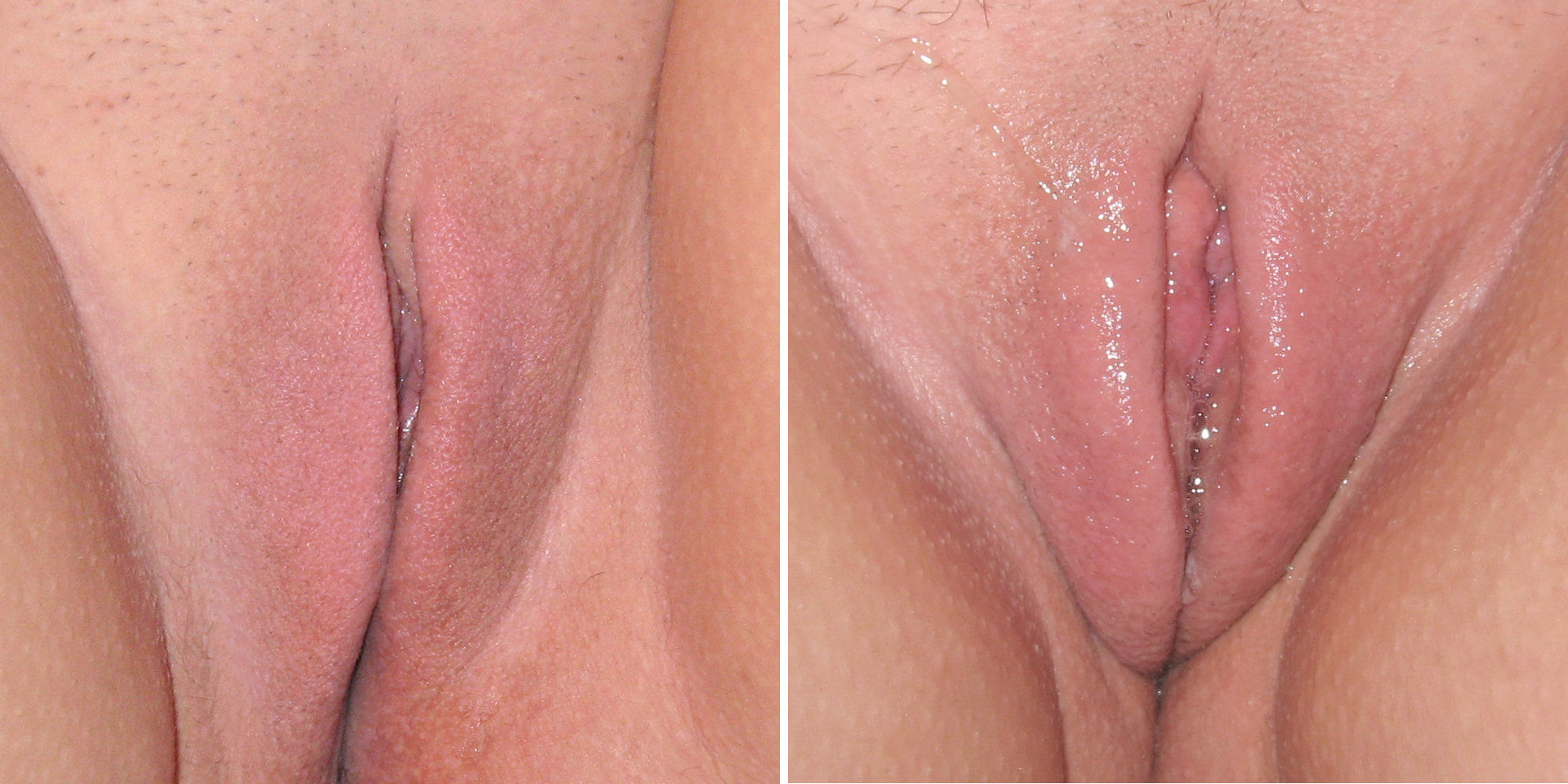
左图：处于普通状态的外阴。
右图：女性性興奮时，内、外阴唇膨胀，大阴唇轻微收缩，外阴变得湿润。

阴唇为女性性敏感部位。小阴唇可对性刺激作出反应，敏感程度因人而异。性刺激时，大阴唇血流量增加而膨胀并拉开，外阴略为外露。小阴唇充血，直径扩大二至三倍，颜色变暗或变红。由于怀孕与分娩可促进生殖器血管形成，所以有过孩子的女性的大小阴唇充血会更快。
性刺激持续一段时间后，小阴唇将在性高潮前约30秒至3分钟进一步充血，颜色也会变得更红。有过孩子的女性大阴唇也可能会有明显膨胀，变成深红色。达到性高潮后，肌肉挛缩，有助于释放大小阴唇和阴蒂以及外阴其他部位中的血液，引起性高潮的快感。
随后，阴唇逐渐恢复到事前的状态。小阴唇在2分钟内会恢复到原来的颜色，约5到10分钟内充血现象会消失。大阴唇在大约1小时内才会恢复到之前的状态。

## 其它图片

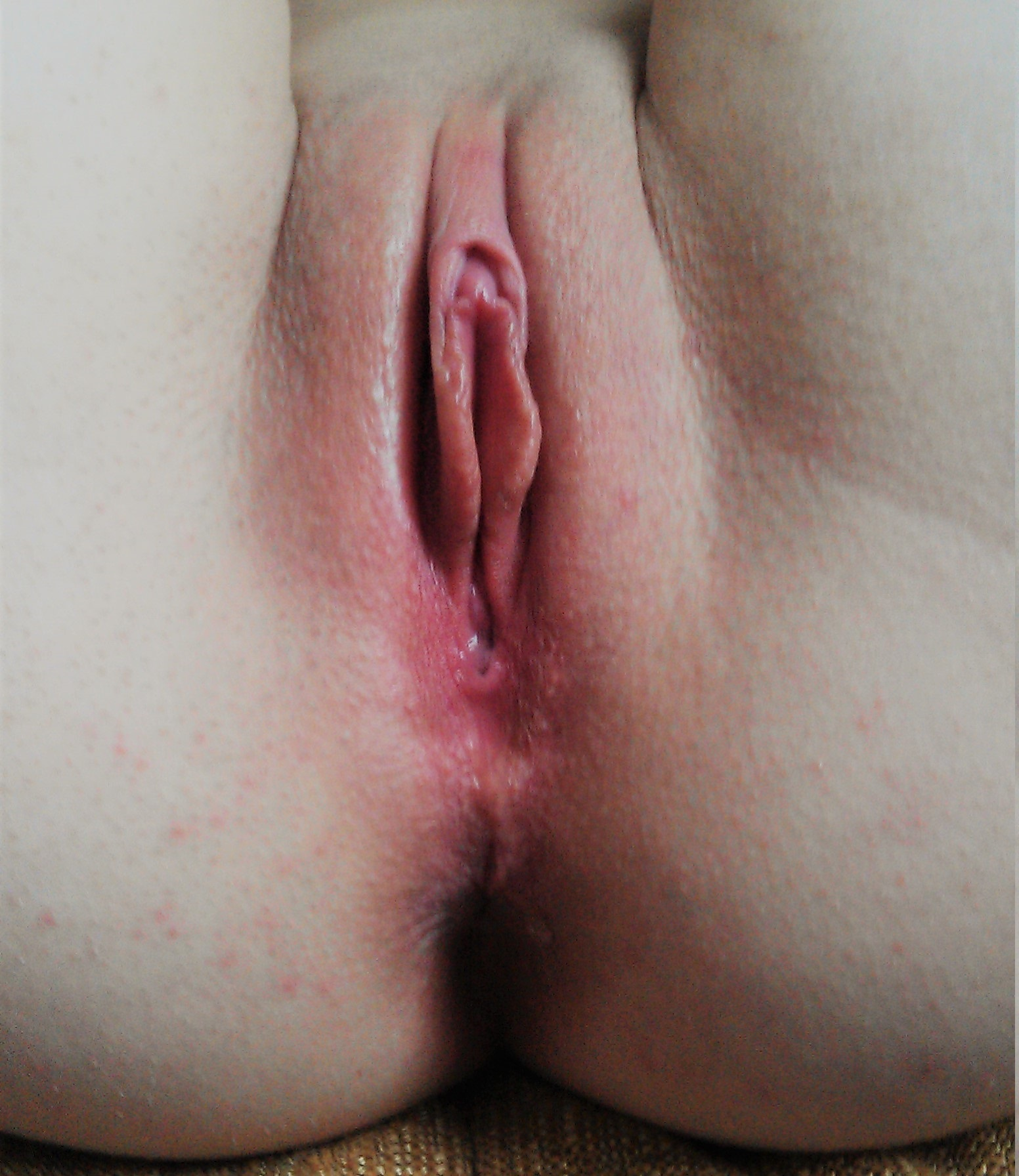
一名年轻女性的阴唇正面
阴蒂外部解剖
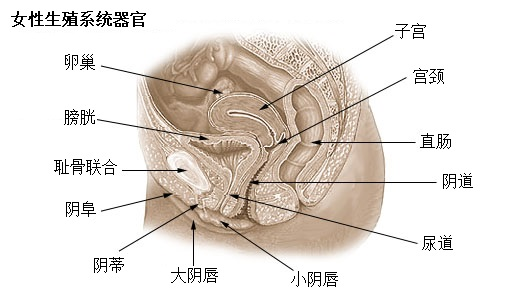
女性生殖系统器官
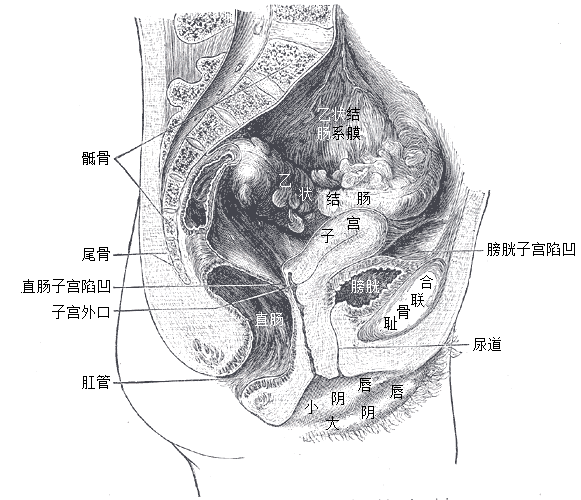
女性骨盆中位矢状面